# يوستوس كارل هاسكارل
يوستوس كارل هاسكارل (6 ديسمبر 1811 - 5 يناير 1894)، مستكشف وعالم نبات ألماني متخصص في النباتات الببتيدروفيتية والطحالب والنباتات المنوية. في بافاريا كان أحد مؤسسي جمعية الطبيعة الهندية، وقضى سنوات في البحث عن النباتات في إندونيسيا.